# Circondario di Linden
Il circondario di Linden (in tedesco Landkreis Linden) è stato un circondario (Landkreis) della Bassa Sassonia, in Germania.

## Storia
Fu istituito nel 1885 come circondario nella provincia di Hannover del regno di Prussia.
Il capoluogo fu Linden fino al 1920, poi Hannover.
Fu dissolto e unito al circondario di Hannover nel 1932; al momento della soppressione, contava 49 comuni.

## Comuni
- Ahlem
- Almhorst
- Argestorf
- Badenstedt, unito a Linden nel 1909
- Bantorf
- Barrigsen
- Barsinghausen
- Benthe
- Bönnigsen, unito a Degersen nel 1928
- Bornum, unito a Linden nel 1909
- Bredenbeck
- Davenstedt, unito a Linden nel 1909
- Degersen
- Ditterke
- Döteberg
- Eckerde
- Egestorf
- Empelde
- Everloh
- Evestorf
- Gehrden
- Göxe
- Großgoltern
- Groß Munzel
- Gümmer
- Harenberg
- Hohenbostel
- Holtensen bei Wunstorf
- Holtensen bei Weetzen
- Kirchdorf
- Kirchwehren
- Landringhausen
- Langreder
- Lathwehren
- Lemmie
- Lenthe
- Letter
- Leveste
- Limmer, unito a Linden nel 1909
- Linden, si separò dal circondario nel 1886 e andò a costituire un nuovo circondario urbano
- Lohnde
- Nordgoltern
- Northen
- Ostermunzel
- Redderse
- Ricklingen, unito ad Hannover nel 1913
- Ronnenberg
- Seelze
- Sorsum
- Stemmen
- Velber
- Weetzen
- Wennigsen am Deister
- Wettbergen
- Wichtringhausen
- Winninghausen